# Лаванда шерстистая
Лава́нда шерсти́стая (лат. Lavandula lanata) — растение рода Лаванда из семейства Яснотковые.

## Ботаническое описание
Лаванда шерстистая представляет собой многолетнее растение высотой до одного метра. Стебель низкий, прямой, ветвистый.
Листья линейные или продолговатые, белого цвета.
Листья растения покрыты густым слоем волосков.
Цветки трубчатые, фиолетового цвета.
Цветки растения собраны в длинные колосовидные соцветия.

## Распространение
Родиной растения является Испания.

## Культивирование
Лаванда шерстистая плохо переносит дождь и переувлажнение почвы. Поэтому выращивать растение следует в домашних условиях в просторном горшке на хорошо освещённом месте.

## Сорта
Наиболее известные сорта растения — 'Richard Gray', 'Silver Frost' и 'Sawyers' с лиловыми цветками и листвой серебристого цвета.